# Heiner Erke
Heiner Erke (* 6. August 1939 in Halle; † 17. Februar 2007 in München) war ein deutscher Psychologe.

## Leben
Im Jahre 1970 errang er die Habilitation an der Universität Saarbrücken. Von 1970 bis Ende September 2001 war er am Institut für Psychologie der Leiter der Abteilung für Angewandte Psychologie an der Technischen Universität Braunschweig.
Während seiner Lehrtätigkeit entwickelte er über die wissenschaftlichen Grundlagen Methoden der Psychologie zur Wahrnehmung von Objekten, vor allem im öffentlichen Fahrzeugverkehr auf Straßen. Diese Erkenntnisse veranlassten ihn zu Vorschlägen zur Ausschilderung von Bahnübergängen mit fluoreszierenden Folien, wobei er  durch Verbesserungsvorschläge zur Senkung der Unfallziffern in Deutschland wesentlich beitrug.
Im Rahmen der Verkehrspsychologie untersuchte er in Zusammenarbeit mit der Polizei Verkehrskonflikte. In Braunschweig entwickelte er ein Verkehrsleitsystem und ein Leitsystem zur Zufahrt von Kulturdenkmälern. Für den Flughafen München erarbeitete er ein Parkleitsystem und das System der Verkehrsführung.
Weitere Schwerpunkte seiner Arbeit betrafen Fragen der Arbeits- und Organisationspsychologie. Sein Expertenrat wurde auch als Sachverständiger im Bundestag bei Anhörungen von Ausschüssen gehört. Der Deutschen Gesellschaft für Psychologie gehörte er als Mitglied an.

## Schriften (Auswahl)
- Der Aufbau des Erkennens. 1. Halbband: Wahrnehmung und Bewusstsein. mit Wolfgang Metzger (1899–1979), Göttingen 1966.
- mit Bernhard Zimolong: Verkehrskonflikte im Innerortsbereich - Eine Untersuchung zur Verkehrskonflikt-Technik. Bundesanstalt für Straßenwesen, Unfall- und Sicherheitsforschung Straßenverkehr 15. Köln. 1978.
- Grundlagen zur Wegweisung. Unfall- und Sicherheitsforschung Straßenverkehr 15. Bergisch Gladbach. 1981.
- mit Herbert Gstalter: Handbuch der Verkehrskonflikttechnik. Unfall- und Sicherheitsforschung Straßenverkehr 52. Bergisch Gladbach. 1985. ISBN 3-88 314-408-8
- Optische Strukturierung der Arbeitsumgebung. 1987.
- Psychologische Leistungen von Bildern – Vom ersten Blick bis zum Gebrauch. in: Bilder lesen lernen. 2005, ISBN 3-8244-4602-2.